# Veninger Ernő
Veninger Ernő (Nagyvázsony, 1854. január 11. – Szőny, 1922. október 31.) római katolikus pap, esperes, tanár. 

## Élete
Tanulmányait Veszprémben és Győrött végezte, majd papnövendékként a Szent Imre-egylet irodalmi kör elnöke. Vezetése alatt fordították le a kispapok Schütz Ignác Lelkipásztorkodástan című munkáját. 1876. december 10-én pappá szentelték. Káplán volt Gyömörén 1876–1877-ben, Győrújváros kórházában 1877–1879-ben és Győr-Belvárosban 1879–1883 között.
1883–1889 között tanár volt a Győri Királyi Katolikus Tanítóképző Intézetben, majd 1891-ig az intézet igazgatója. Plébános volt Szenden 1891–1898 között és Szőnyben 1898–1922 között. A kisbéri kerület esperese lett 1899-től.
Vármegyebizottsági tag és a vármegyei közélet szereplője volt. 1900-1909 között bizonyosan a Komárom-Vármegyei és Városi Muzeum-Egyesület igazgató választmányának tagja volt.

## Művei
1872-1873-ban Győrött a Kis Jézus Egylet Reménysugár kéziratos hetilapjának szerkesztője, majd az Őrangyal folyóirat szerkesztője 1888-1891 között. 
Természetrajzi, gazdasági és ismeretterjesztő cikkeket írt az Egri Népujságba és a Győri Közlönybe, egyházi beszédei a Borromaeus szónoklati folyóiratban jelentek meg.
- Feljegyzései az 1919 júniusi komáromi támadási kisérlet áldozatairól